# Alchemilla borderei
Alchemilla borderei é uma espécie de rosácea do gênero Alchemilla, pertencente à família Rosaceae.